# St. Johannis (Niederzwönitz)

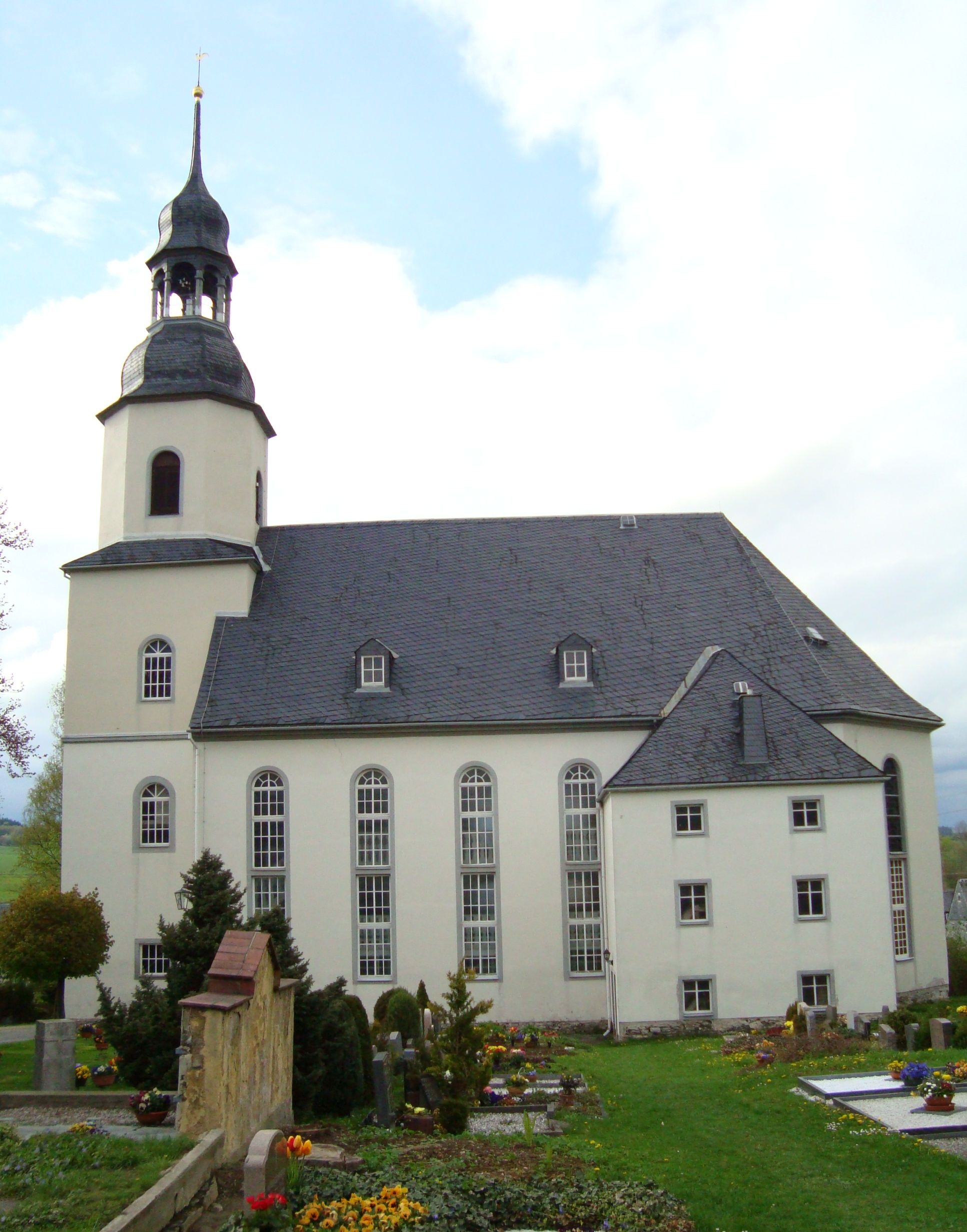
Niederzwönitz, St. Johannis

Die evangelische Kirche St. Johannis ist eine spätbarocke Saalkirche im Ortsteil Niederzwönitz von Zwönitz im Erzgebirgskreis in Sachsen. Sie gehört zur Kirchengemeinde Zwönitz im Kirchenbezirk Annaberg der Evangelisch-Lutherischen Landeskirche Sachsens.

## Geschichte und Architektur

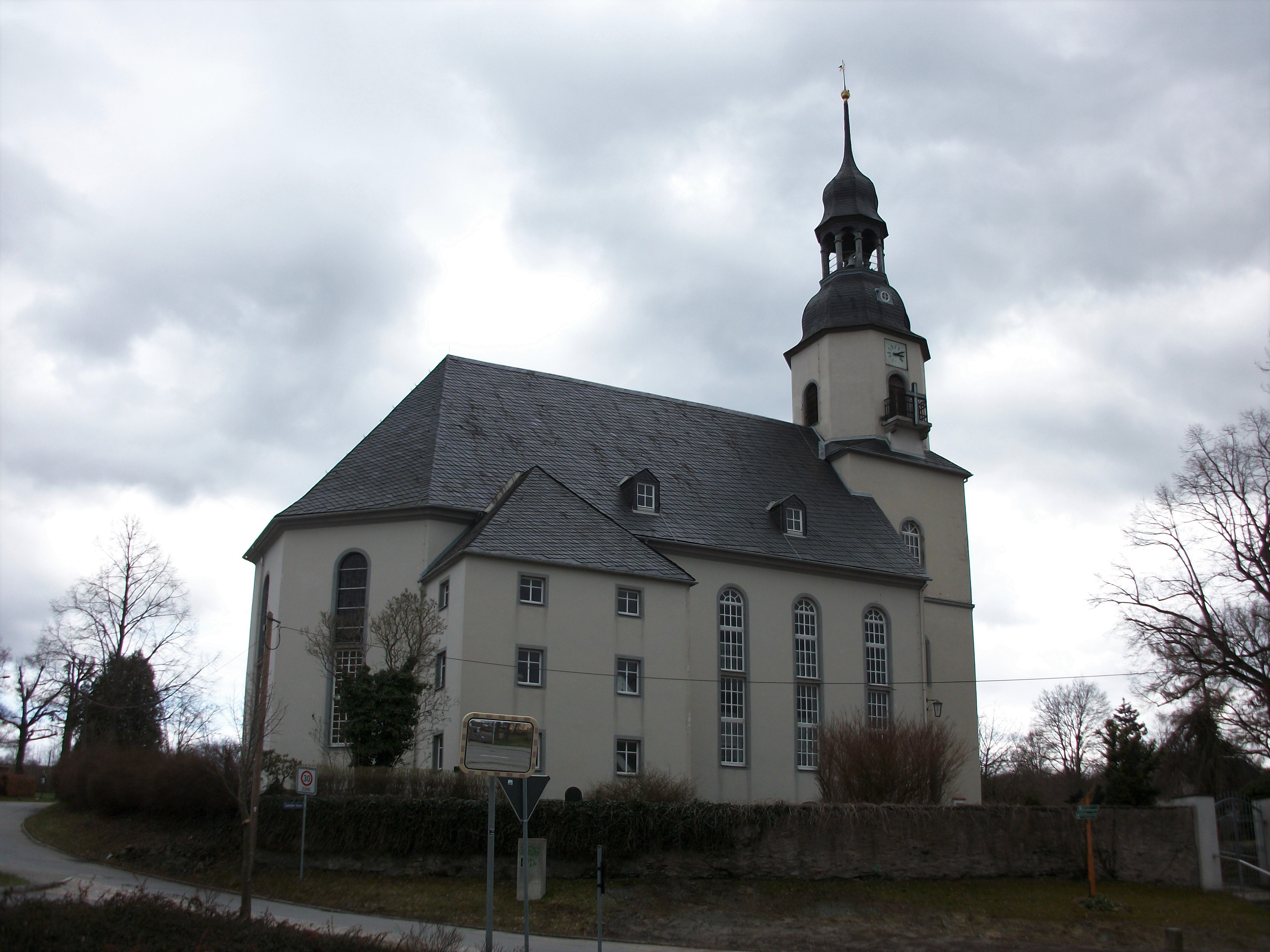
Niederzwönitz, St. Johannis

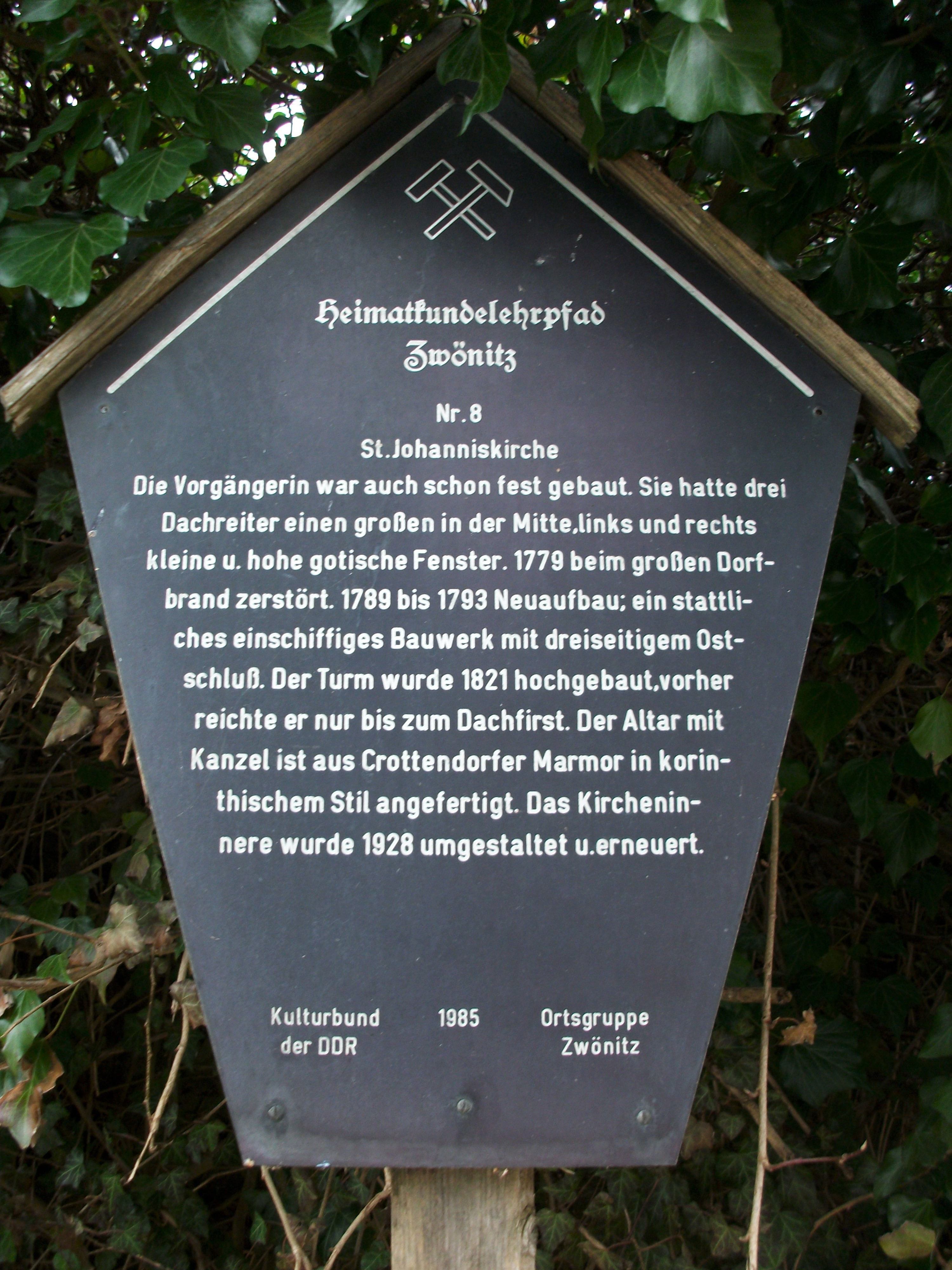
Heimatkundelehrpfad Zwönitz, St. Johanniskirche

Die stattliche Saalkirche wurde an Stelle des abgebrannten Vorgängerbauwerks in den Jahren 1789 bis 1793 erbaut, der Turm stammt aus den Jahren 1820/1821. Restaurierungen wurden in den Jahren 1869, 1928 (innen) und Anfang der 1980er Jahre vorgenommen. Das Putzbauwerk ist im Osten dreiseitig geschlossen und wird durch gestreckte Rundbogenfenster erhellt. An der Nord- und der Südseite liegen Treppenhäuser mit den Zugängen zu den Emporen, die Sakristei im Nordosten. Der leicht eingestellte Westturm ist über quadratischem Grundriss erbaut und mit einem oktogonalen Glockengeschoss versehen, das mit geschweifter Haube und kräftiger Laterne abgeschlossen ist.
Das Innere wird durch eine flache Putzdecke geschlossen. An der Nord- und Südseite sind zweigeschossige Emporen angeordnet, im Westen befindet sich die Orgelempore mit einem wohlgestalteten Orgelprospekt. An den unteren Emporen sind im östlichen Teil je zwei bemalte Brüstungsfelder mit den Darstellungen des zwölfjährigen Jesus im Tempel, der Hochzeit zu Kana, Christus als Kinderfreund und den Emmausjüngern angeordnet, die vom Ende des 18. Jahrhunderts stammen.

## Ausstattung
Der klassizistische Kanzelaltar aus Crottendorfer Marmor stammt vom Anfang des 19. Jahrhunderts. Die Taufe aus der ersten Hälfte des 19. Jahrhunderts ist über einem kannelierten Steinsockel mit einer sehr flachen Holzkuppa und einem Holzdeckel mit klassizistischer Ornamentik versehen. An der südlichen Chorwand ist ein hölzernes Kruzifix aus dem 16. Jahrhundert angebracht. Über der Sakristei ist das Gesprenge eines Flügelaltars aus der Werkstatt Peter Breuers aus den Jahren 1518–1520 angebracht, das mit einer Kreuzigungsgruppe und zwei stehenden und zwei knienden Engels ausgestaltet ist. Ein klassizistischer Ofen aus Gusseisen stammt aus dem Jahr 1795 und ist mit einem Kachelaufsatz versehen, der von einer Schmuckvase bekrönt und mit Girlanden, Medaillons und Frauenfiguren geschmückt ist.
Ein Glasgemälde zeigt die Auferstehung und stammt aus der Zeit um 1900.
Die Orgel ist ein Werk von Alfred Schmeisser aus dem Jahr 1928. Ein Brand am 27. September 1987 am Gebläsemotor konnte rechtzeitig gelöscht werden, so dass kein größerer Schaden entstand. Eine Kirchengemeinde in Hannover spendete einen neuen Motor.

## Geläut
Das Geläut besteht aus vier Bronzeglocken die in einem Glockenstuhl aus Eiche, an geraden Eichenjochen hängen. Im Folgenden eine Datenübersicht des Geläutes:
| Nr. | Gussdatum | Gießer                              | Durchmesser | Masse   | Schlagton |
| --- | --------- | ----------------------------------- | ----------- | ------- | --------- |
| 1   | 2022      | Glockengießerei Grassmayr Innsbruck | [folgt]     | [folgt] | es'       |
| 2   | 2022      | Glockengießerei Grassmayr Innsbruck | [folgt]     | [folgt] | g'        |
| 3   | 2022      | Glockengießerei Grassmayr Innsbruck | [folgt]     | [folgt] | b'        |
| 4   | 2022      | Glockengießerei Grassmayr Innsbruck | [folgt]     | [folgt] | es"       |